# آيت بو احمد (آيت أشقي)
آيت بو احمد هو دُوَّار يقع بجماعة أولاد امطاع، إقليم الحوز، جهة مراكش آسفي في المملكة المغربية. ينتمي الدوّار لمشيخة آيت أشقي التي تضم 10 دواوير. يقدر عدد سكانه بـ 328 نسمة حسب الإحصاء الرسمي للسكان والسكنى لسنة 2004.

## وصلات خارجية
- البوابة الوطنية للجماعات الترابية
- المندوبية السامية للتخطيط